# Black Point
Black Point Music je české hudební vydavatelství, které se orientuje na českou alternativní scénu. Bylo založeno dne 1. ledna 1990. Vydavatelství od samých počátků vlastní a vede Oldřich Šíma.

## Vznik a zaměření
Produkce vydavatelství má dva hlavní proudy: archiv a současnost. Archivní nahrávky reprezentují např. nevydané pořady dvojice Jan Vodňanský & Petr Skoumal z doby normalizace, dále nahrávky Jaroslava Hutky, slavných kapel Extempore, Psí vojáci, Zikkurat, Manželé, Dvouletá fáma, Kilhets, Ženy ad., a téměř kompletní dílo Mikoláše Chadimy – od počátků ve skupině Elektrobus (70. léta), přes Extempore a MCH Band (80. a 90. léta), až po sólové projekty po roce 2000.
Nearchivní část katalogu vydavatelství tvoří umělci, které BPm vydal či vydává. Patří mezi ně např. Petr Nikl, Tata Bojs, Mikoláš Chadima & MCH Band, Moberg Ensemble, Našrot, Kacu!, Petr Kofroň, První hoře, Ta Jana z Velké Ohrady, Michael's Uncle, Petr Váša, Psí vojáci, Pod Černý vrch, Gothart, Sylvie Krobová, Nahoru po schodišti dolů band, Nšoči, Echt!, Činna, Tleskač, Traband aj.
Kromě domácí scény se Black Point Music v letech 1997–2012 zároveň zabýval dovozem a prodejem „divné hudby“ ze světa (USA, Německo, Holandsko, Rakousko, Japonsko aj.) ve svých pražských prodejnách a na e-shopu (od roku 1999). Nabízel hudbu psychedelickou, alternativní, soudobou i vážnou, jazz i elektroniku. V polovině 90. let otevřel svou první kamennou prodejnu ve Vacínově ulici v Libni, kterou později přesunul do Zlatnické ulice poblíž centra Prahy. Následně otevřel další prodejny v ulici Truhlářská a na Sokolovské v Karlíně. Kamenné prodejny nabízely také knihy a časopisy spjaté s alternativní kulturou a kvalitní literaturou. Zároveň se Black Point začal více věnovat prodeji gramofonových desek a gramofonů. Éra kamenných prodejen trvala v letech 1997–2011.
Na konci roku 2011 Black Point uzavřel svou poslední kamennou prodejnu a zrušil i velkoobchodní distribuci přibližně stovky dalších hudebních labelů kvůli úbytku prodejen v ČR. Velkoobchod BPm fungoval od roku 1994. Po roce 2011 se vydavatelství soustředilo na nový e-shop a reedice vyprodaných titulů. Vedle e-shopu si ponechalo jen vydavatelskou činnost. V letech 2014–2019 vydalo několik archivních titulů dosud nevydaných na CD (např. OZW – Motorlet, Bad Beef Hat). 
Od roku 2019 vydává Black Point vinylová LP zajímavých titulů ze svého katalogu. Vyšly tak např. desky Vratislava Brabence – Konec léta, Manželé – Jižák, Bad Beef Hat, Chadima–Binder–Charvát – Pseudemokritos, Chadima & Fajt – Průhlední lidé, Telex, N. V. Ú., Šanov 1 a v letech 2023 a 2024 také dvě dvojalba Psích vojáků: Psi a vojáci 1979–1981 a slavné Baroko v Čechách.